# Русснефть
«РуссНе́фть» — российская нефтяная компания, основанная в 2002 году предпринимателем Михаилом Гуцериевым. Полное наименование —  Публичное акционерное общество Нефтегазовая компания «Русснефть». Штаб-квартира — в Москве. «Русснефть» входит в промышленно-финансовую группу «Сафмар».

## История
«Русснефть» — единственная крупная нефтяная компания России, созданная не в ходе приватизации государственных нефтедобывающих предприятий в начале 1990-х, а в результате консолидации частных активов на сугубо рыночной основе. Компания была создана известным российским предпринимателем и общественным деятелем Михаилом Гуцериевым при финансовой поддержке крупной швейцарской трейдинговой компании Glencore.
Компания была основана в сентябре 2002 года. В течение четырёх лет в периметр компании вошли добывающие предприятия, расположенные в Западной Сибири, Ульяновской, Саратовской и Пензенской областях, Республики Удмуртии, Республики Коми. В 2006 году «Русснефть» стала вертикально-интегрированным нефтяным холдингом, приобретя ряд нефтеперерабатывающих заводов и сбытовых предприятий, расположенных в Оренбургской области и Краснодарском крае. 
«Русснефть» вошла в число 10-и крупнейших ВИНК России, добыча достигла 10 млн тонн, объём переработки составил 9 млн тонн.
«В мае 2004 г. в кабинет к Гуцериеву зашёл странный посетитель: он сел напротив, положил ноги на стол и предложил заплатить ему $200 млн. Посетителем был Роман Цепов. В 1990-е охранное предприятия Цепова «Балтик-эскорт» сотрудничало с мэрией Петербурга — охраняло приезжающих в Петербург иностранных бизнесменов и других VIP-клиентов, в числе которых, как сейчас сказано на сайте компании, «Анатолий Собчак и его заместитель» (фамилия Путина не названа).
На вопрос Гуцериева, почему он должен платить деньги, Цепов сказал: «У тебя проблемы, считается, что ты террористам помогаешь». Гуцериев денег не дал, а через несколько дней в офис «Русснефти» нагрянули бойцы РУБОПа. В компании начались обыски.
Тогда удалось все утрясти. Но проблемы «Русснефти» на этом не закончились. На одном из заседаний Совбеза в 2005 г. Путину показали подготовленный Сечиным список из российских нефтяных компаний, где «Русснефть» оказалась первой по запасам на тонну добытой нефти. Путина этот факт сильно возмутил. А вскоре Гуцериев получил письмо от Богданчикова. Он предлагал обменять 50% «Русснефти» в ZMB, разрабатывающей Западно-Малобалыкское месторождение, на «дочку» «Роснефти» «Дагнефть». Гуцериев написал Богданчикову, что обмен вышел бы неравноценный: ZMB добывает 3 млн т в год, а «Дагнефть» — 200 000 т.
А в 2006 г. у Гуцериева и «Русснефти» начались проблемы. [...] Налоговики, прокуроры, милиционеры неофициально говорили Гуцериеву, что команда дана Сечиным.».
В дальнейшем в целях повышения управления холдингом часть активов «Русснефти» были переданы другим компаниям М. Гуцериева — нефтеперерабатывающему холдингу «Фортеинвест» и НК «Нефтиса».
В декабре 2014 года в состав «Русснефти» вошли два предприятия, расположенные в Западной Сибири — «Ханты-Мансийская нефтяная компания» и «Назымская нефтегазоразведочная экспедиция».
В отчете по МСФО за первое полугодие 2020 года «Русснефть» сообщила о 40-процентном падении выручки и чистом убытке более чем в 13 млрд рублей. Но уже в 1 полугодии 2021 года компания получила чистую прибыль в размере 13,6 млрд рублей, выручка увеличилась в 2 раза — до 123,8 млрд рублей, а валовая прибыль выросла в 4,6 раза — до 33,2 млрд рублей. Также сообщено, что ведутся переговоры с кредитором, банком ВТБ, о реструктуризации долга, включая возможное изменение графика платежей. В августе компания не провела платежи для погашения обязательств, срок погашения которых наступил истек в первом полугодии 2020 года. Однако в октябре «Русснефть» подписала дополнительное соглашение по кредиту с ВТБ, позволяющее продолжить в штатном режиме сотрудничество с кредитной организацией. Документ урегулировал вопрос платежей компании по кредиту.
В 2024 году объем выручки компании составил 300,1 млрд. рублей, что на 26% больше показателя 2023 года; показатель чистой прибыли по МСФО - 54,3 млрд. рублей; объем капитальных вложений холдинга вырос по сравнению с 2023г. почти в 3 раза и достиг 43 млрд. рублей.

### «Дело „РуссНефти“»
Компания Михаила Гуцериева достаточно быстро вошла в десятку крупнейших нефтяных компаний России, однако уже в конце 2006 года началось её уголовное преследование: в ноябре 2006 года Следственным комитетом МВД России было возбуждено уголовное дело, касающееся производственной деятельности трёх дочерних предприятий «Русснефти» — ЗАО «Нафта-Ульяновск», ОАО «Ульяновскнефть» и ОАО «Аганнефтегазгеология». По данным следствия, «Аганнефтегазгеология» в 2003—2004 гг., осуществляя разработку нефтяных месторождений, расположенных на Западно-Могутлорском и Рославльском лицензионных участках, занималась добычей нефти сверх установленных лимитов, получила сверхнормативный доход в размере 5 миллиардов рублей. 
Аналогичные нарушения были выявлены Генпрокуратурой и при проверке деятельности ЗАО «Нафта-Ульяновск» и ОАО «Ульяновскнефть»; руководители этих предприятий также завысили установленные лицензией квоты на право пользования недрами. Доход ЗАО «Нафта-Ульяновск» от реализации добытой с нарушениями нефти составил почти 700 миллионов рублей, а доход ОАО «Ульяновскнефть» — около 2 миллиардов рублей.
В конце января 2007 года правоохранительные органы начали проверку компании по факту уклонения компании от уплаты налогов в особо крупном размере. 12 февраля 2007 года М. Гуцериеву было предъявлено обвинение по п. «б» ч.2 ст.199 УК России («Уклонение от уплаты налогов с юридического лица в особо крупном размере»). В середине июня 2007 года стало известно, что по итогам выездной проверки 1 декабря 2006 года Межрегиональная налоговая инспекция № 1 предъявила «Русснефти» налоговые претензии в размере 17,1 млрд руб. (сумма налоги и пени на 14,5 млрд руб. и штраф на 2,6 млрд руб.).
Главе компании «Русснефть» Михаилу Гуцериеву 4 мая 2007 года было также предъявлено обвинение в незаконном предпринимательстве (пп. «а», «б» ч.2 ст.171 УК РФ — незаконное предпринимательство, которое «совершено организованной группой» и «сопряжено с извлечением дохода в особо крупном размере»). Мерой пресечения в отношении бизнесмена была избрана подписка о невыезде.
В апреле 2007 года Федеральная налоговая служба России подала в арбитражный суд Москвы восемь исков к компаниям — бывшим и нынешним акционерам «Русснефти». Как считают налоговые органы, ценные бумаги нефтяной компании продавались по заниженной цене с целью уклонения от уплаты налогов. По мнению экспертов, в соответствии с российским законодательством, такие сделки могут быть признаны ничтожными, а доход по ним (в этом случае — акции самой «Русснефти») взыскан в пользу государства.
В конце июля 2007 года Михаил Гуцериев официально заявил о беспрецедентном давлении, оказываемом на него со стороны российского государства и объявил о продаже компании холдингу лояльного Кремлю предпринимателя Олега Дерипаски «Базовый элемент». Сам Гуцериев оставил пост президента «Русснефти» и заявил о прекращении занятия предпринимательской деятельностью (помимо «Русснефти», ему принадлежала 50%-ная доля в компании «Русский уголь» и др.) и уходе в науку. 31 июля 2007 года Лефортовский районный суд Москвы наложил арест на 100 % акций НК «Русснефть».
9 ноября 2007 года арбитражный апелляционный суд оставил без изменения решение арбитражного суда Москвы, подтвердившего законность доначисления «Русснефти» налогов и санкций за вторую половину 2004 года и 2005 год на общую сумму около 17 млрд руб. После этого решения налоговые органы могут начать процедуру взыскания недоимки.
В январе 2010 года Гуцериев вернул контроль над 100 % нефтяной компании. К середине апреля 2010 года все обвинения против бизнесмена были сняты, уголовные дела прекращены.

#### Мнения
Помимо официальных причин возбуждения дел против «Русснефти», аналитики выделяли ещё несколько. «Одна из причин, по которой М. Гуцериев мог вызвать гнев силовых структур, — его противодействие активной экспансии „Роснефти“ в Ингушетии», — сказал РБК daily источник, близкий к правительству Ингушетии. Газета «Коммерсантъ» также не исключает «ингушский след» при возбуждении уголовного дела. Источники издания в «Русснефти» пояснили, что возбуждению уголовного дела предшествовал конфликт М. Гуцериева с одним из высокопоставленных кремлёвских чиновников. Он был связан не столько с нефтяным бизнесом, которым занимается М. Гуцериев, сколько с его политическими инициативами. Между тем один из собеседников РБК daily напомнил, что в своё время «Русснефть» приобрела ряд активов «ЮКОСа», что могло быть не по душе Кремлю, но отказалась от покупки у «ЮКОСа» стратегически важной для России словацкой трубопроводной компании Transpetrol.
Также ряд экспертов называл среди причин преследования М. Гуцериева его отказ в 2006 году продать компанию «одной из госструктур за $1 млрд» — эта сумма показалась предпринимателю смехотворной. По некоторым данным, давление, оказываемое на «Русснефть» и Михаила Гуцериева со стороны властных структур России, связано с его финансированием оппозиции действовавшему на тот момент президенту Ингушетии Мурату Зязикову.

## Собственники и руководство
Создателями и первоначальными собственниками компании «Русснефть» был предприниматель Михаил Гуцериев и его партнёры. По состоянию на март 2009 года фактический контроль над «Русснефтью» перешёл к структурам компании Олега Дерипаски «Базовый элемент», заплатившей за неё $3 млрд, однако формально сделка не была закрыта из-за отсутствия её одобрения Федеральной антимонопольной службой. Также у Glencore имелся опцион на выкуп блокирующего пакета акций «Русснефти».
В январе 2010 года контроль над компанией вернулся к Михаилу Гуцериеву. В апреле 2010 года было объявлено о продаже Гуцериевым 49 % компании структурам АФК «Система», а ещё 2 % акций — Сбербанку. В июле 2013 года АФК «Система» рассталась с акциями компании: 25 % было продано Bradinor Holdings Limited а, 24 % — Cromeld Management Limited (бенефициарами компаний являлись члены семьи Гуцериева).
В 2017 году часть акций «Русснефти» была переведена на баланс «Бинбанка», основным владельцем которого был племянник Михаила Гуцериева Микаил Шишханов. В результате санации «Бинбанка» в 2017 году акции перешли к банку непрофильных активов «Траст». В ноябре 2019 года «Траст» контролировал 25 % привилегированных акций «Русснефти», в этом же году 8,48 % акций приобрёл ВТБ. «Русснефть» гарантировала выкуп этих акций у ВТБ в 2026 году.
М. Гуцериеву принадлежит 60 % обыкновенных акций «Русснефти», швейцарскому трейдеру Glencore — 25 %. Председатель совета директоров (с 2021 года) — Виктор Мартынов. Президент компании — Евгений Толочек.
В 2022 году Glencore продал свою долю и вышел из акционерного капитала «Русснефти». Покупателем доли или её части стала базирующаяся в ОАЭ компания OCN International DMCC. Летом 2025 года эта компания вышла из уставного капитала Русснефти, продав свою долю Заире Гудаевой.

## IPO 2016
25 ноября 2016 года Belyrian Holdings Limited, принадлежащий семье Михаила Гуцериева разместил на Московской бирже 20 % обыкновенных акций (15 % от уставного капитала) по цене 550 руб. за бумагу. То есть капитализация «Русснефти» оценена в 161,8 млрд руб., в ходе IPO было привлечено 32,4 млрд руб. Вырученные средства были направлены на погашение долгосрочных кредитов и займов. В год размещения выручка холдинга составила 105 млрд руб., чистая прибыль 14 млрд руб. Показатели эффективности компании остаются на высоком уровне по сравнению с другими нефтяными компаниями в РФ.

## Деятельность

### Основные производственные активы[33]
Западно-Сибирская группа:
- ОАО «Мохтикнефть»
- ОАО «Варьеганнефть»
- ОАО МПК «Аганнефтегазгеология»
- ООО «Белые ночи»
- ЗАО «Черногорское»
- ОАО «НАК „Аки-Отыр“»
- СТ ЗАО «Голойл»

Поволжская группа:
- ОАО «Саратовнефтегаз»
- ОАО «Ульяновскнефть»

Центрально-Сибирская группа:
- ООО «Томская нефть»

В разработке у «Русснефти» находится свыше 120 нефтегазовых месторождений. Запасы на начало 2025 г. (по категориям AB1C1+B2C2) - 632 млн тонн нефти и конденсата.
«Русснефти» также принадлежит железнодорожный нефтяной терминал на станции Жеча в Стародубском районе Брянской области.

### Показатели деятельности
В 2019-2024 годах объём добычи холдинга находится примерно на одном уровне (в связи с ограничениями ОПЕК+) и составляет около 6,5 млн тонн нефти в год. Запасы нефти и конденсата по российской классификации, категориям АВ1С1+В2С2, составляют 632 млн тонн.
С 2019 по 2024гг. среднегодовая фактическая добыча газа составила 2,2 млрд кубометров, из них природный газ 277 млн кубометров. Всего на месторождениях «Русснефти» было добыто 2,193 млрд кубометров попутного нефтяного газа.
В 2024 году «Русснефть» получила чистую прибыль по МСФО в размере 54,3 млрд рублей. Выручка компании выросла до 300,1 млрд рублей.
Объем капитальных вложений по итогам 2024 года составил 43 млрд рублей (почти в 3 раза больше, чем в 2023 году).
Выручка «Русснефти» от реализации нефти на внутреннем рынке в 2024 году выросла почти на 15%, составив 184,9 млрд рублей; от экспорта за рубеж - более чем в 1,5 раза, до 110,4 млрд рублей.
Численность персонала компании - 7,5 тыс. человек.

## Перспективные проекты

#### Разработка Шапшинской и Восточно-Каменной групп месторождений в Ханты-Мансийском автономном округе
Разработку группы ОАО НК «РуссНефть» начала с «нуля» в 2004 году.
За это время были построены основные объекты инженерной инфраструктуры, позволившие приступить к промышленной эксплуатации месторождений.
В 2019 году была проведена комплексная обработка и переинтерпретация выполненных сейсморазведочных работ и скважинных данных этой группы месторождений, что позволило уточнить геологическую модель неокомских отложений. Результаты программы эксплуатационного бурения подтвердили высокую результативность проводимых геологоразведочных работ. В 2019 году суммарный прирост запасов по пластам Ач нижний и Верхне-Шапшинский составил 1,6 млн тонн нефти, а на Тагринском месторождении — 10 млн тонн высоко маржинальной нефти.
В 2019 году в рамках геологического изучения Ханты-Мансийского месторождения выполнена обработка и интерпретация материалов сейсморазведочных работ, по результатам был определён район для дальнейшего изучения и проведения детальных исследований.
В 2025 году руководство компании сообщило, что «РуссНефть» продолжит активное освоение уникального по своей сложности Восточно-Каменного месторождения, расположенного в Западной Сибири.

#### Газовые проекты
«Русснефть» уделяет особое внимание реализации проектов, направленных на повышение уровня эффективного использования попутного нефтяного газа (ПНГ), а также программам добычи природного газа, газопереработки и газоэнергетики.
В рамках Программы эффективного использования ПНГ в компании были сформированы и утверждены стратегии развития газового комплекса холдинга. Были приняты все необходимые меры для реализации Постановления Правительства РФ от 08.01.2009 № 7 «О мерах по стимулированию сокращения загрязнения атмосферного воздуха продуктами сжигания попутного нефтяного газа на факельных установках», в частности были осуществлены значительные капитальные вложения, направленные на строительство ряда объектов инженерной инфраструктуры всех ДАО.
По итогам 2019 года фактическая добыча газа компании составила 2,451 млн кубометров, из них природный газ 258 млн кубометров. Всего на месторождениях «Русснефти» было добыто 2,193 млн кубометров попутного нефтяного газа. Уровень утилизации газа, выполняя требование государства, направленное на максимальное снижение негативного воздействия производства на окружающую среду, был выдержан на уровне 95 %.
В настоящее время холдинг поддерживает уровень рационального использования ПНГ, повышает энергоэффективность нефтедобычи, сокращает эмиссию парниковых газов. В 2019 году для удержания объёма добычи газа, были продолжены работы по модернизации и расширению газовой инфраструктуры.
Дочерние предприятия НК «Русснефть» уделяли при этом большое внимание обеспечению экологической безопасности нефтедобычи. Был реализован комплекс технико-технологических и организационных мероприятий, обеспечивающих устойчивую и безаварийную работу нефтепромысловых объектов.

#### Международные проекты
«Русснефть» успешно реализует и международные проекты.
Осенью 2006 года компания подписала соглашение с азербайджанской нефтяной госкомпанией (ГНКАР) о совместной реализации нефтедобывающего проекта «Зых — Говсаны» на юге Апшеронского полуострова. В мае 2007 года «Русснефть» приобрела 37,5 % в проекте «Бинагады», который предусматривает реабилитацию старых месторождений вблизи Баку. В настоящее время добыча в Азербайджане составляет 500 тыс. тонн, производится на таких крупных месторождений, как Бинагади, Кирмаки, Чахнагляр и других, а запасы нефти (на конец 2018 года) оцениваются в 12 млн тонн.
В 2024 году «Русснефть» вышла из проектов по добыче нефти в Азербайджане.

## Награды
НК «Русснефть» — лауреат многих профессиональных наград и премий:
- Лауреат конкурса «Чёрное золото Югры» в номинации «Самая динамично развивающая вертикально-интегрированная нефтяная компания», проводимого администрацией Ханты-Мансинского автономного округа (2004)
- Лауреат конкурса «Действующие лица века» в номинации «Прорыв 2005 года», организованного Российской академией наук
- Победитель авторитетного конкурса «Лучшее предприятие ТЭК — 2005», проводимого Министерством энергетики РФ
- Лауреат премии «Предприятие года», организованной Министерством регионального развития и Торгово-промышленной палатой РФ
- Лауреат всероссийской общественной премии «Компания года 2011», проводимой при поддержке Государственной Думы Российской Федерации[49]
- Лауреат Международного конкурса «Награда тысячелетия» за освоение и эффективное использование передовых современных технологий, проводимого Министерством экономического развития и торговли (2012)